# Chaetarcturus ultraabyssalis
Chaetarcturus ultraabyssalis là một loài chân đều trong họ Antarcturidae. Loài này được Birstein miêu tả khoa học năm 1963.